# Stenocactus coptonogonus
Stenocactus coptonogonus es una especie de planta de flores perteneciente a la familia Cactaceae. 

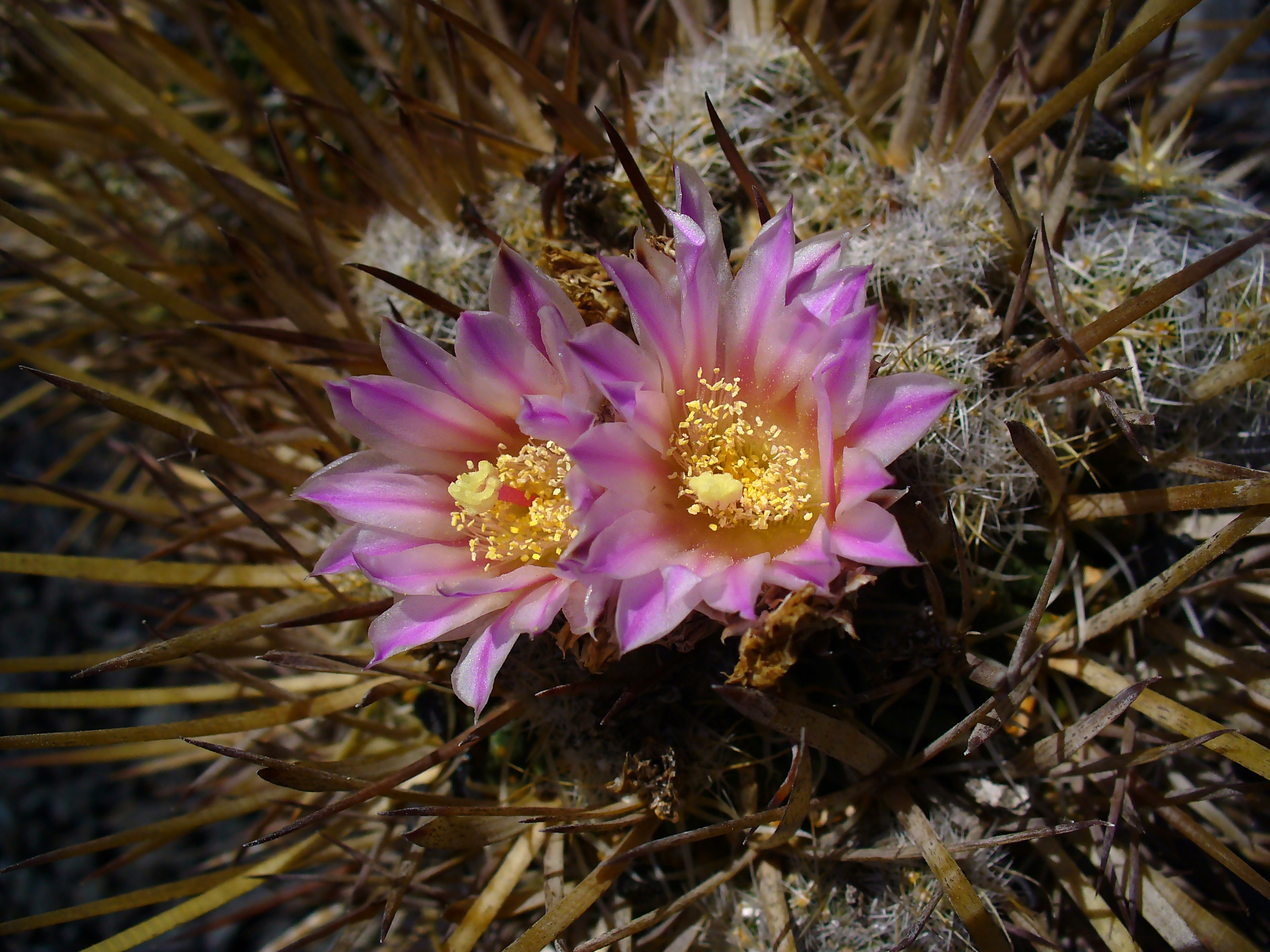
Flores

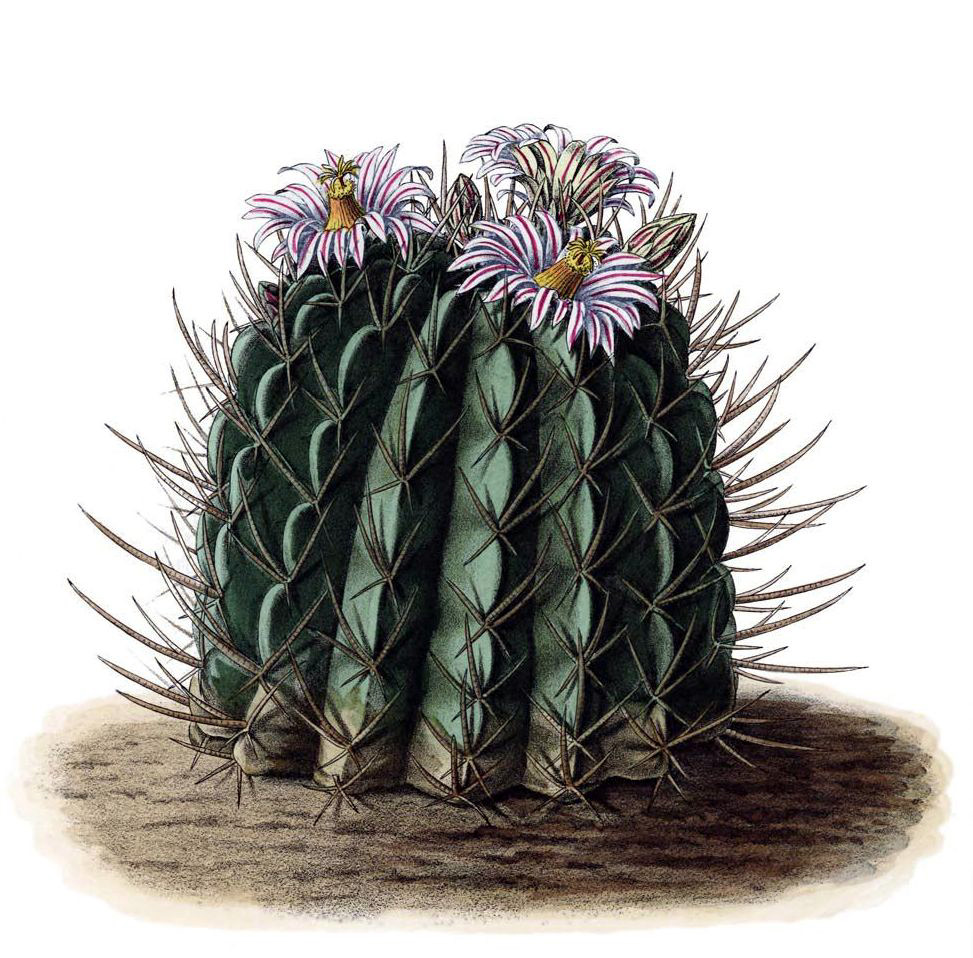
Ilustración

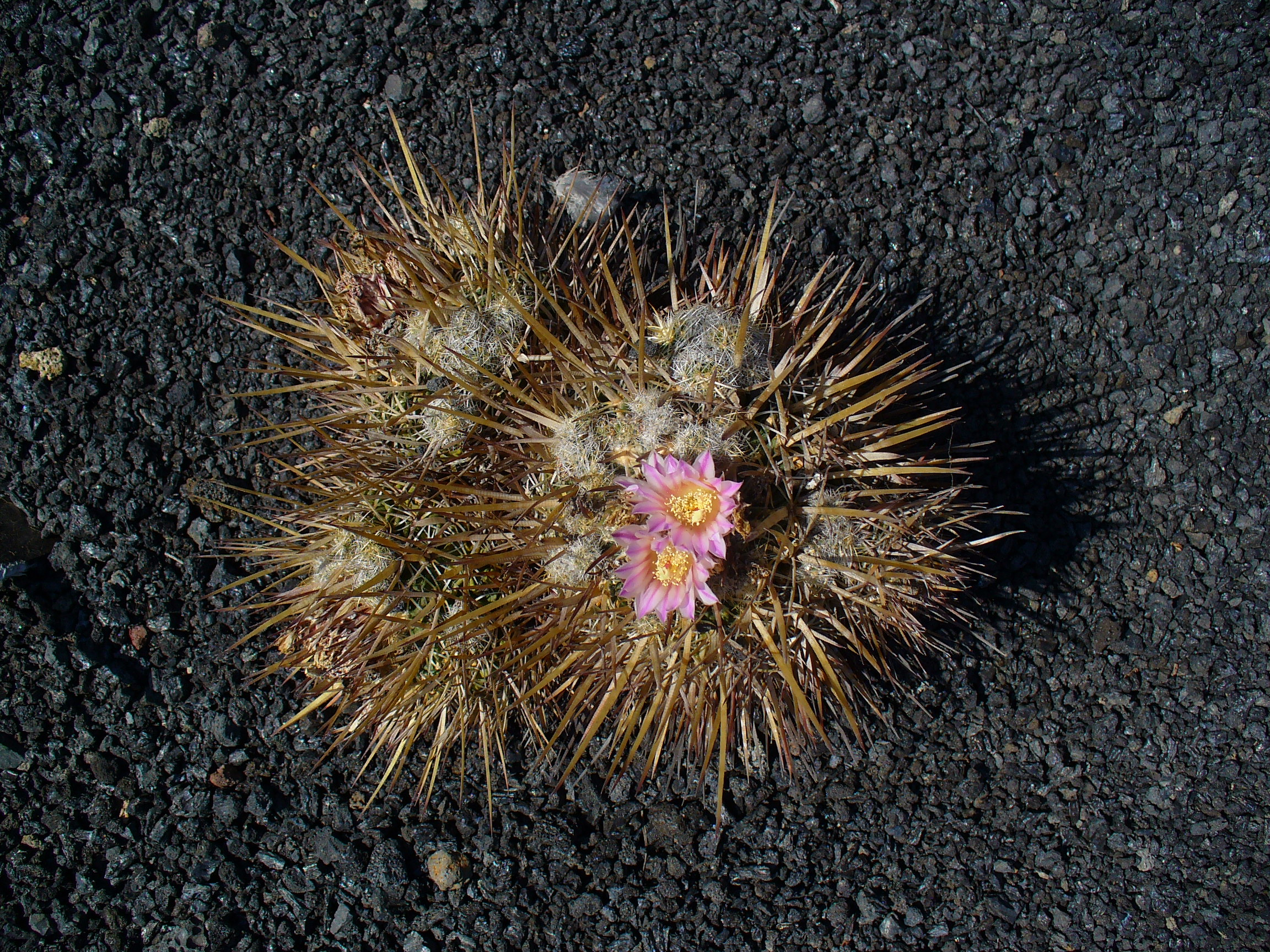
Vista desde arriba

## Distribución y hábitat
Es endémica de México en Hidalgo, Guanajuato, San Luis Potosí, Zacatecas. Su hábitat natural son los áridos desiertos.  Es una especie común en la vida silvestre en pequeñas localizaciones.

## Descripción
Es una planta perenne carnosa y globosa con el tallo de color gris a azul-verdoso, a veces  esférica o ligeramente cilíndrica y alcanza una altura de entre 5 y 10 centímetros y un diámetro de 8 - 11 centímetros. Tiene de 10 a 15 costillas cortantes y suavemente ondulantes de 5 milímetros (y más amplios) surcos transversales. Las areolas, ligeramente alargadas y ahuecadas de 2 a 3 centímetros e inicialmente con fuertes pelos blancos. De ellos surgen de 3 a 7 espinas, a rayas blancas grisáceas de hasta 35 milímetros de largo. Los dos espinas laterales tienen una sección transversal cuadrangular y tienden hacia abajo. La pareja más baja puede estar ausente, es delgada y se presenta casi todo el año. Los blanquecinas flores miden hasta 3 cm de largo, tienen un color púrpura a carmín centro y alcanzan un diámetro de 4 centímetros. Los pétalos son puntiagudos.  

## Taxonomía
Stenocactus coptonogonus fue descrita por (Lem.) A.Berger ex A.W.Hill y publicado en Index Kewensis 8: 228. 1933.
Etimología
Stenocactus: nombre genérico que deriva de las palabras griegas: στενός stenos que significa "estrecho",  en referencia a las costillas, que son muy delgadas en la mayoría de las especies de este género.
coptonogonus: epíteto compuesto de las palabras griegas: "κὀπτων" copto para "corte" y "γὤνιος" gonus para "esquina" y que significa "con costillas cortantes".
Sinonimia
- Brittonrosea coptonogona (Lem.) Speg.
- Echinocactus coptonogonus Lem.
- Echinofossulocactus coptonogonus (Lem.) Lawr.
- Efossus coptonogonus (Lem.) Orcutt
- Ferocactus coptonogonus (Lem.) N.P.Taylor[3]